# Bala Spitzer

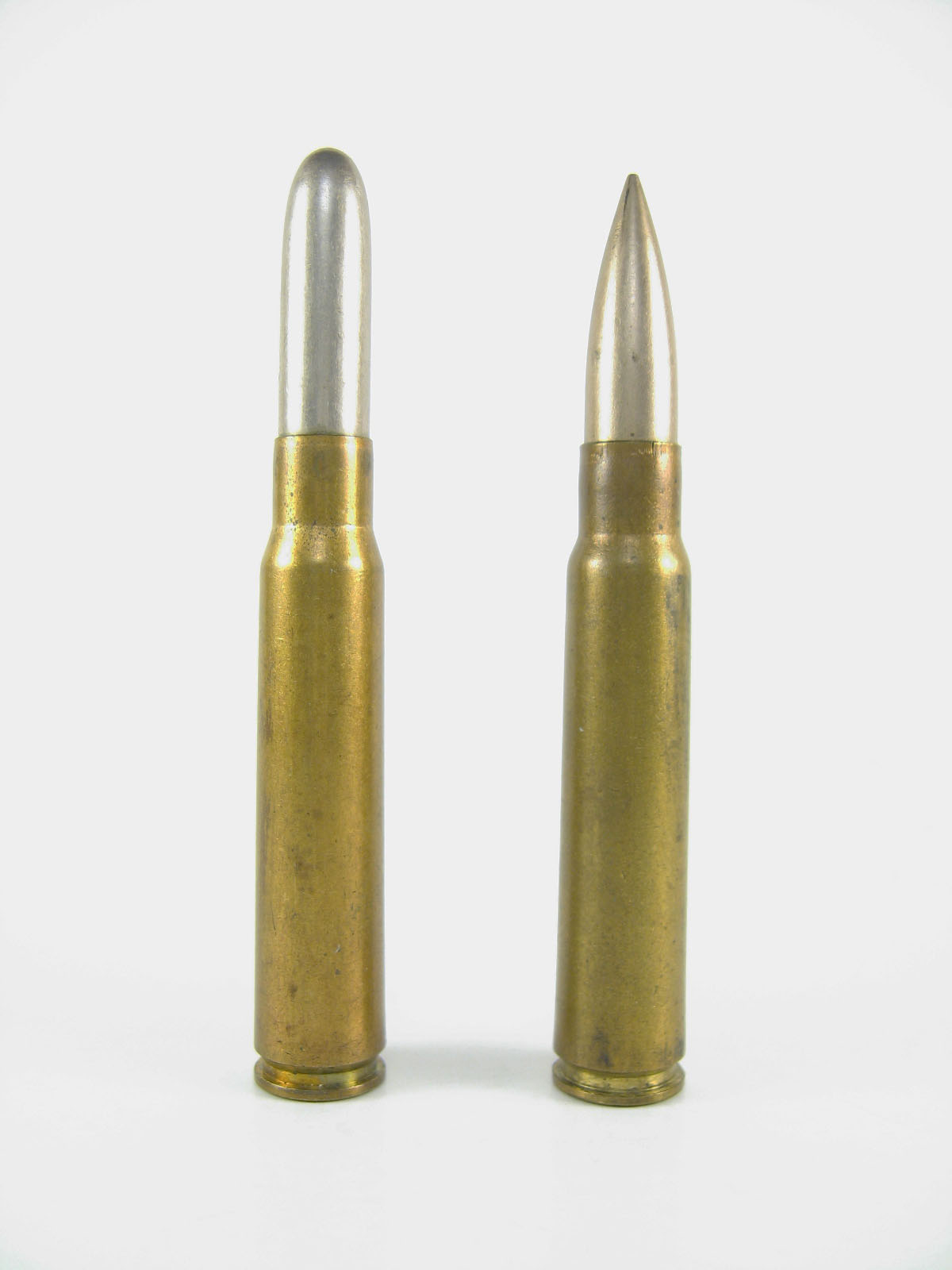
Cartucho com projétil Spitzer, à direita

A bala spitzer, também conhecida como bala ponta de lança, é um desenvolvimento balístico para armas longas do final do século XIX e início do século XX, impulsionado pelo desejo militar de projetos de balas aerodinâmicas que proporcionem um maior grau de precisão e eficiência cinética, especialmente a grandes distâncias. Para conseguir isso, o projétil deve minimizar o arrasto em voo.